# Henckelia kjellbergii
Henckelia kjellbergii är en tvåhjärtbladig växtart som beskrevs av Brian Laurence Burtt. Henckelia kjellbergii ingår i släktet Henckelia och familjen Gesneriaceae. Inga underarter finns listade i Catalogue of Life.